# Éric Minardi
Pour les articles homonymes, voir Minardi (homonymie).
Éric Minardi, né le 18 mars 1956 à Toulon, est un homme politique français, délégué du Rassemblement national en Polynésie française. Il est député européen de 2022 à 2024.

## Biographie

### Parcours professionnel
Entre 1972 et 1976, il travaille sur des chantiers de bâtiments, avant d'effectuer son service militaire au 3e régiment parachutiste de Carcassonne.
Après cela, en 1986, il fonde la société Pilot Energy, une entreprise de BTP spécialisée dans les pompes à chaleur, le solaire et l’isolation thermique,installée à Tahiti.
En 2000, il est élu homme économique de l'année[Quoi ?] par un comité de chefs d'entreprise.
En 2006 il crée le groupe de presse Fenua Communication dans lequel il fonde en 2010 le média Tahiti Infos, journal papier et web concurrent direct du Groupe Hersant Média.
Il crée en 2016 la société Carpe Diem, dans laquelle se trouve le restaurant L'instant Présent, fermé cinq ans auparavant à cause d'un incendie, qui rouvre après travaux en juillet 2017 et dans lequel il est cogérant.

### Parcours politique
En 2006, Eric Minardi devient délégué régional du Front national de la Polynésie française.
En 2018, il devient membre du Conseil national du Rassemblement national et participe au 16e congrès du FN, sur le sujet de l'Outre-Mer.
Il est candidat aux élections législatives de 2012 dans la troisième circonscription et en 2017 dans la première.
Élections européennes
Aux élections européennes de 2019, il est placé en 25e position sur la liste de 79 candidats du Rassemblement national conduite par Jordan Bardella,, qui obtient 23 élus.
En 2022, il devient député européen en remplacement de Joëlle Mélin, élue députée aux élections législatives,.
Aux élections européennes de 2024, il est placé, à sa demande, en 41e position sur la liste conduite par Jordan Bardella.